# Trigonia (botánica)
Trigonia es un género de plantas de la familia Trigoniaceae. Cuenta con 61 especies.

## Especies seleccionadas
- Trigonia bahiensis
- Trigonia bicolor
- Trigonia boliviana